# Acoustic Strings Quartet
Acoustic Strings Quartet – czwarty album studyjny polskiej grupy heavymetalowej Chainsaw.

## Lista utworów
1. "The Beginning" - 04:56
2. "Canton Eyes" - 05:10
3. "Deserted Land" - 03:50
4. "Dorosłe dzieci" (Turbo cover) - 05:34
5. "In Flames" - 04:59
6. "The Mourning Song" - 05:37
7. "Obsession" - 04:19
8. "Otchłań" - 04:16
9. "Spiritual Resolution I" - 02:37
10. "Tak tak... to ja" (Obywatel GC cover) - 03:31

## Twórcy
- Maciej Koczorowski – śpiew
- Jarosław Gajczuk-Zawadzki – gitara
- Arkadiusz Rygielski – gitara, podkład wokalny
- Marek Jerchewicz – gitara basowa
- Sebastian Górski – perkusja

### Gościnnie
- kwartet smyczkowy „Fuerte”
  - Olena Szczepaniak – I skrzypce
  - Katarzyna Szlaga – II skrzypce
  - Katarzyna Winnicka – altówka
  - Iga Szczepaniak – wiolonczela
- Grzegorz Kupczyk – śpiew (tylko „Dorosłe dzieci”)
- Rafał Chmiel – akordeon (tylko „Dorosłe dzieci”)
- chór Collegium Medicum Uniwersytetu Mikołaja Kopernika (tylko „Dorosłe dzieci”)

### Produkcja
- Marek Sysoł